# Bradford (Familienname)
Bradford ist ein englischer Familienname.

## Namensträger
- Alexander Blackburn Bradford (1799–1873), US-amerikanischer Politiker
- Allen Alexander Bradford (1815–1888), US-amerikanischer Politiker
- André Bradford (1970–2019), portugiesischer Politiker (PS), MdEP
- Andrew Bradford (* 1974), jamaikanischer Dancehall-Musiker, siehe Buccaneer (Musiker)
- Anu Bradford (* 1975), finnisch-US-amerikanische Rechtswissenschaftlerin
- Andy Bradford (* 1944), britischer Stuntman und Schauspieler
- Arthur Bradford (* 1969), US-amerikanischer Schriftsteller und Dokumentarfilmer
- Augustus Bradford (1806–1881), US-amerikanischer Politiker
- Barbara Taylor Bradford (1933–2024), britische Romanautorin
- Bobby Bradford (* 1934), US-amerikanischer Jazztrompeter
- Carmen Bradford (* 1960), US-amerikanische Sängerin und Hochschullehrerin
- Chris Bradford (* 1974), britischer Autor, Musiker und Kampfkünstler
- Clea Bradford (1933–2008), US-amerikanische Sängerin
- Colin Bradford (* 1955), jamaikanischer Sprinter
- David Bradford (1939–2005), US-amerikanischer Ökonom
- Ernle Bradford (1922–1986), britischer Schriftsteller
- Gamaliel Bradford (1863–1932), US-amerikanischer Schriftsteller
- James Bradford (Gewichtheber) (1928–2013), US-amerikanischer Gewichtheber
- James Bradford (Schauspieler), US-amerikanischer Schauspieler
- Jesse Bradford (Jesse Bradford Watrouse; * 1979), US-amerikanischer Schauspieler
- John Bradford (Reformator) (1510–1555), englischer Reformator
- John Bradford (Archäologe) (1918–1975), britischer Archäologe
- John Bradford (Politiker) (* 1946), australischer Politiker (Liberal Party, CDP)
- John Henry Perry Bradford, bekannt als Perry Bradford (1893–1970), US-amerikanischer Pianist, Sänger, Komponist und Bandleader
- John Rose Bradford (1863–1935), britischer Mediziner
- Joseph Bradford (Dramatiker) (1843–1886), US-amerikanischer Dramatiker
- Joseph Bradford, bekannt als Joe Bradford (1901–1980), englischer Fußballspieler
- Joseph Bradford (Schachspieler) (* 1950), US-amerikanischer Schachspieler
- Paul Bradford (* 1963), irischer Politiker
- Perry Bradford (1893–1970), US-amerikanischer Pianist, Sänger, Komponist und Bandleader
- Phillips Verner Bradford (* 1940), US-amerikanischer Ingenieur und Sachbuchautor
- Rebekah Bradford (* 1983), US-amerikanische Eisschnellläuferin
- Richard Bradford (1934–2016), US-amerikanischer Schauspieler
- Robert F. Bradford (1902–1983), US-amerikanischer Politiker
- Ryan Hanson Bradford (* 1995), US-amerikanischer Schauspieler und Synchronsprecher
- Sam Bradford (* 1987), US-amerikanischer Footballspieler
- Samuel C. Bradford (1878–1948), britischer Bibliothekar (Bradfords Gesetz)
- Sarah Bradford (1818–1912), US-amerikanische Schulleiterin, Schriftstellerin und Biografin
- Taul Bradford (1835–1883), US-amerikanischer Politiker
- Vincent Bradford (* 1955), US-amerikanischer Fechter
- William Bradford (Kolonialgouverneur) (1590–1657), englischer Autor und Kolonialgouverneur
- William Bradford (Drucker, 1663) (1663–1752), US-amerikanischer Drucker
- William Bradford (Drucker, 1719) (1719–1791), US-amerikanischer Drucker
- William Bradford (Maler) (1823–1892), US-amerikanischer Maler
- William Bradford (Politiker, 1729) (1729–1808), US-amerikanischer Politiker (Rhode Island)
- William Bradford (Politiker, 1755) (1755–1795), US-amerikanischer Jurist und Politiker (Pennsylvania)
- William Bradford (Reiter) (1896–1965), US-amerikanischer Springreiter
- William Bradford (Kameramann) (1905–1959), US-amerikanischer Kameramann und Tricktechniker
- Zachery Bradford (* 1999), US-amerikanischer Stabhochspringer